# Armand Massonet

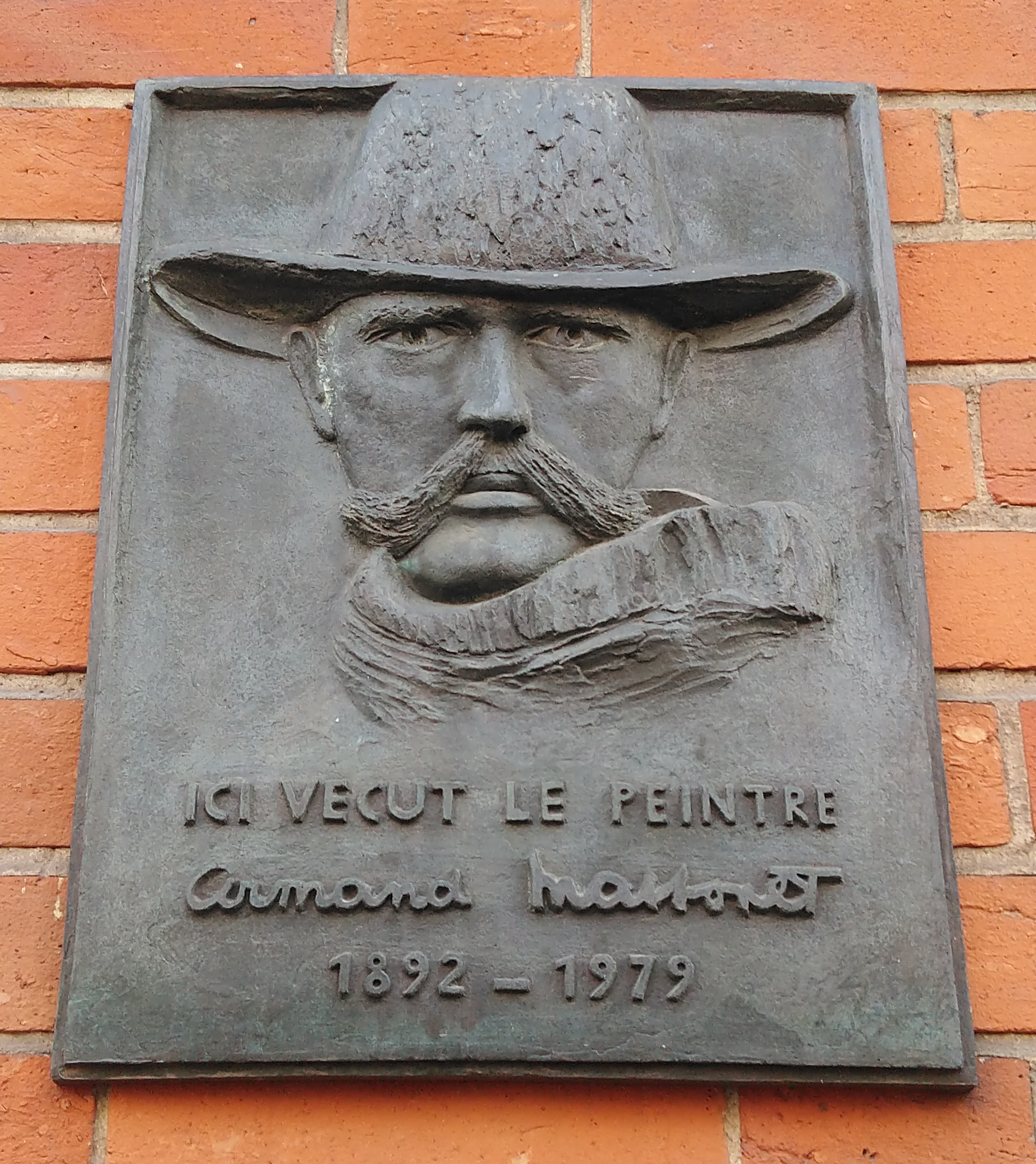
plaquette voor Armand Massonet in Sint-Gillis

Armand Massonet (Sint-Gillis, 22 februari 1892 - Jette, 11 maart 1979) was een Belgisch kunstschilder.

## Opleiding en loopbaan
Hij studeerde aan de Academie Royale des Beaux-Arts van Brussel en de École Nationale des Beaux-Arts in Parijs (in het atelier van Fernand Cormon), waar hij de voetsporen volgde van Vincent Van Gogh en Toulouse-Lautrec. Tijdens de Eerste Wereldoorlog, diende Massonet als een brancardier voor het Belgische leger en legde tijdens het werken voor het leger als frontschilder scènes vast van oorlog en verwoesting in heel België. Hij publiceerde een kunst- en literair tijdschrift genaamd Le Claque à Fond, terwijl hij aan het front was. 
Na de oorlog doceerde hij tekenen in verschillende scholen en academies van Brussel en publiceerde  boeken en artikelen over kunst en schetstechnieken. Hij werkte samen met verschillende kunstenaars en schrijvers uit die tijd, zoals Victor Horta, Rene Lyr en Victor Boin. 
Na de Tweede Wereldoorlog verhuisde hij naar Parijs, waar hij regelmatig schilderde en boeken over kunst en schilderen ging publiceren. Daar maakt hij kennis met schilders zoals Maurice de Vlaminck. Massonets werk toont een vaardigheid voor het schetsen en het vastleggen van beweging en licht. 
Als schilder produceerde hij een groot aantal portretten en stadsgezichten (Brussel, Parijs, Venetië), evenals interieurscènes. Op zijn schilderijen ontwikkelde hij ook het thema van muziek en dans, en portretteerde hij jazzbands en pianisten. Hij produceerde talloze affiches en publiciteitstekeningen voor bedrijven als Philips en Agfa-Gevaert. 
Zijn werk is te vinden in musea in Brussel, België; Reims, Frankrijk; en Riga, Letland.